# Break Your Heart
«Break Your Heart» —en español: «Romper tu corazón»— es una canción interpretada por el cantante británico Taio Cruz. Fue escrito por Cruz en colaboración con Fraser T. Smith y fue producida por este último. La canción fue el primer sencillo de su segundo álbum de estudio, Rokstarr. Fue publicada en un inicio en el Reino Unido e Irlanda el 13 de septiembre de 2009, seguida por su lanzamiento en los Estados Unidos a inicios de 2010. El remix oficial para la versión estadounidense ofrece la participación del rapero estadounidense Ludacris; dicha versión fue la que se publicó en el territorio americano. La canción, escrita originalmente por Cheryl Cole, es una melodía con ritmo de uptempo R&B con elementos de electro y dance-pop, acompañada por la voz de Cruz mediante un auto-tune. La letra de la canción refiere a una advertencia sobre las consecuencias de ser un rompecorazones.
La canción recibió críticas mixtas, tanto positivas como negativas pues los revisores la catalogaron como un «sonido infeccioso», comentando que era algo genérico. La canción logró la posición número 1.° en las listas de Canadá, Suiza, Reino Unido, y Estados Unidos, además de estar en las primeras diez posiciones en diferentes países.

## Composición
«Break Your Heart» fue una de las dos canciones escritas por Taio Cruz para la cantante británica Cheryl Cole para su primero álbum como solista 3 Words. La canción fue desestimada por la discográfica de Cole, por lo que Cruz las reescribió para una voz masculina y la incluyó en su álbum Rokstarr.

## Video musical
El video comienza con Taio Cruz en un auto con una mujer y le comienza a decir «esto solo te va a lastimar» y Taio le responde «Tú sabes que voy a romper tu corazón» luego salen del auto y van caminando por un muelle. Luego van juntos en una lancha los dos cantando y en diversas fiestas en todo momento la mujer intenta romperle el corazón de diversas formas, pero es ella quien termina con el corazón roto. Además hay una escena en la que se muestra una lancha deportiva en alusión a Sean Combs y un club nocturno con Ludacris en la versión estadounidense.

## Posicionamiento en listas

### Listas
| Listas (2009-2010)                             | Posición más alta |
| ---------------------------------------------- | ----------------- |
| Australia (Australian Singles Chart)           | 2                 |
| Bélgica (Belgium Singles Chart)                | 2                 |
| Brasil                                         | 17                |
| Canadá (Canadian Hot 100)                      | 1                 |
| República Checa (Czech Republic Singles Chart) | 3                 |
| Europa (European Hot 100 Singles)              | 2                 |
| Francia (French Singles Chart)                 | 2                 |
| Alemania (German Singles Chart)                | 5                 |
| Irlanda (Irish Singles Chart)                  | 2                 |
| Países Bajos                                   | 8                 |
| Noruega (Norwegian Singles Chart)              | 7                 |
| Eslovaquia (Slovakia Singles Chart)            | 3                 |
| Suecia (Swedish Singles Chart)                 | 6                 |
| Suiza (Swiss Singles Chart)                    | 1                 |
| Reino Unido (UK Singles Chart)                 | 1                 |
| Estados Unidos (Billboard Hot 100)             | 1                 |
| Estados Unidos (U.S. Dance Club Play)          | 5                 |
| Estados Unidos (Billboard Pop Songs)           | 1                 |

## Certificaciones
| País      | Galardón     |
| --------- | ------------ |
| Australia | Disco de oro |
| Suecia    | Disco de oro |

## Sucesión en listas
| Predecesor: "Imma Be" de The Black Eyed Peas          | Billboard Hot 100 - Sencillo N° 1 13 de marzo de 2010 - 19 de marzo de 2010 | Sucesor: "Rude Boy" de Rihanna           |
| Predecesor: "Nothin' on You" de B.o.B. con Bruno Mars | U.S Pop Songs - Sencillo N° 1 22 de mayo de 2010 - 18 de junio de 2010      | Sucesor: "Your Love is My Drug" de Kesha |
| Predecesor: "Wavin' Flag" de Young Artist For Haiti   | Canadian Hot 100 - Sencillo N° 1 1 de mayo de 2010 - 14 de mayo de 2010     | Sucesor: "Not Afraid" de Eminem          |